# Lifetime Thing
Lifetime Thing è il sedicesimo album del musicista soul statunitense Isaac Hayes, pubblicato nel 1981 da Polydor Records.
| Recensione | Giudizio |
| ---------- | -------- |
| AllMusic   | [ 1 ]    |

## Tracce
1. I'm Gonna Make You Love Me – 7:32 (Jerry Ross, Jerry Williams, Jr., Kenneth Gamble)
2. Three Times a Lady – 8:03 (Lionel Richie)
3. Fugitive – 4:00
4. Lifetime Thing – 5:37
5. Summer – 5:36
6. I'm So Proud – 5:37 (Curtis Mayfield)